# Зороастрички календар
Зороастрички календар или Зороастријски календар је верски календар који користе припадници зороастријанске вере, соларни календар, апроксимација тропске године. Следбеници Заратустрине вере и данас користе разне варијанте овог календара у верске сврхе.

## Историја
Пре календарске реформе сасанидског цара Ардашира I (226—241.), календар је бар од средине 5. века п. н. е. имао годину од 360 дана и био систематски заснован на вавилонском календару. По том систему, Kabiseh ("недостатак") који се гомилао током времена је поништаван периодичном интеркалацијом тринаестог месеца, што је било одређивано осматрањем. Традиција именовања дана и месеци по божанствима је почивала на сличном египатском обичају и претходно је уведена негде између 458. и 330. п. н. е., вероватно током владавине Артаксеркса II (404-358. п. н. е.).
По календару који је увео Ардашир I, година је имала 365 дана, још ближе узору египатског календара. И даље је имала 12 месеци од по 30 дана а месеци и дани именовани у ахеменидским временима су остали исти. Разлика је била у томе што је иза 12. месеца следило пет додатних дана Гата или Gah, по старим авестанским химнама истог имена. Поред тога, одбачени су сви облици интеркалације, а први дан верске године је померен са 1. дана 1. месеца на 1. дан 9. месеца.
Нови систем је створио конфузију и наишао је на отпор, па су многе зороастријске прославе имале два датума, што ће се код неких зороастријанаца задржати до данас. Многи обреди су вршени током више дана уместо једног а дупликација празника је настављена како би се осигурало да се не пропусти ниједан свети дан.
Ситуација је постала тако компликована да је Ардаширов унук Хормизд I (272—273) увео још једну календарску реформу. Нови и стари празници су повезани у континуалне шестодневне прославе. Изузетак је био Нороуз (или Навроз), први дан пролећа - први и шести дан тог месеца су слављени засебно а шести дан је постао значајан као Заратустрин рођендан а не наставак пролећног фестивала.
Пошто су Ардаширове реформе одбациле све облике интеркалације, календар и годишња доба су се разишли четири месеца у време кад је на престо дошао Јаздегерд III (632—651). Због овога су Гахамбари (сезонски фестивали) слављени у погрешно доба године. Јаздегерд III је припремио још једну реформу, али су Арапи збацили династију пре него што је могла бити уведена.

## ЈаздегердиЕра (Y.Z.)
После Александровог освојења Персије 330. п. н. е., Селеукиди (312-248. п. н. е.) су увели хеленски обичај датирања по ери, насупрот датирању по владавини појединачних краљева и започели Александрову еру (сада познату као Селеукидска ера). Зороастријским свештеницима ово није изгледало прихватљиво, па су зато установили нову, Заратустрину, еру - што је успут довело до првог озбиљног покушаја да се утврди историјски период његовог живота. Парти (150. п. н. е.-224), који су наследили Селеукиде, су наставили селеукидско-хеленску традицију, а датирање по владарској години је враћено тек Ардашировом реформом.
Зороастријски календар користи суфикс Y.Z. за своју календарску еру, која је бројала године од 632. и устоличења Јаздегерда III (16. јуна те године), последњег владара Сасанидског царства. При томе треба имати на уму да почетак Y.Z. година (осим Фасли варијанте) жури за један дан сваке четири године у односу на јулијански/грегоријански календар.
Тако година 1378. по овој ери почиње у 2008. години н. е. и то зависно од варијанте календара: 19. августа по Shahenshahi (или Shenshai) календару; 20. јула по Kadmi-ју (дакле 30 дана раније, види доле); 21. марта по Fasli календару (око пролећне равнодневице, слично као ирански календар, чија је ова нова година била дан раније).

## Варијације
Услед непостојања интеркалације у реформама Ардашира I, календар и годишња доба су се временом десинхронизовали. Зороастријски теолог Задспрам је већ у 9. веку уочио да стање ствари није најбоље и проценио да ће се у време Последњег Суда два система разилазити за четири године.
Лутајући дан Нове године је 1006. опет коинцидирао с даном пролећне равнодневице па је (према легенди) одлучено да зороастријски календар убудуће интеркалира додатни месец сваких 120 година како је прописано у Денкарду III.419 (али мора се рећи да је Денкард дело из 9. века). Негде између 1125. и 1250, Парси-Зороастријанци са индијског потконтинента су уметнули такав емболизмички месец, назван Аспандармад вахизак (тј. месец Аспандармад са суфиксом вахизак). Тај месец ће бити и последњи уметнути месец - касније генерације Парсија су занемарили уметање тринаестог месеца.
У време одлуке о интеркалацији сваких 120 година, календар је назван Shahenshahi ("carski"). Парсији, несвесни да не врше правилно интеркалацију, наставили су да свој календар називају Шахеншахи. Ова пракса је остала до данас а присталице других варијанти зороастричког календара омаловажавају Шахеншахи као „ројалистички“.
У међувремену, зороастријанци који су остали у Ирану, никада нису уметнули тринаести месец. Око 1720, ирански зороастријански свештеник по имену Џамасп Пешотан Велати је допутовао у Индију. По доласку је открио да постоји разлика од једног месеца између Парси и његовог календара. Велати је свештеницима из Сурата скренуо пажњу на овај несклад, али није постигнут консензус који је календар исправан. Неки утицајни свештеници су око 1740. тврдили да, пошто је њихов гост био из старе домовине, његова верзија календара мора бити исправна а њихова погрешна. Тако је 6. јуна 1745. више Парсија из Сурата и околине прилагодило своје календаре према препорукама свештеника. Овај календар је постао познат као Кадими календар у Индији и Ирану, што се временом сажело у Kadmi или Quadmi.
Хуршеџи Кама, Парси из Бомбаја, је 1906. основао Zarthosti Fasili Sal Mandal ("Зороастријанско друштво сезонске године"). Фасили или Фасли календар, како је назван, почивао је на старијем моделу, уведеном 1079. током владавине селџучког владара Малик Шаха, који је био добро примљен међу земљорадницима. Овај календар је имао две главне особине: 1) био је хармонизован са годишњим добима, Нова година је коинцидирала са пролећном равнодневицом; 2) следио је египатско-зороастријски модел (12 месеци од по 30 дана, плус 5 екстра дана), али је такође имао и ауторегулаторни преступни дан сваке четири године (Avardad-sal-Gah након пет постојећих Gah дана на крају године). Друштво Фасли је такође тврдило да је њихов календар тачан верски календар, за разлику од друга два, за које су они тврдили да су политички.
Индијска зороастријска заједница је дала мало подршке овом новом календару јер је сматрано да је противан упутама из Денкарда. Али у Ирану је Фасли календар добио замах после 1930. и кампање убеђивања иранских зороастријанаца да усвоје нови календар годишњих доба, који су они називали Бастани календар. Ирански парламент је 1925. увео нови ирански календар, који је (независно од Фасли покрета) укључио обе тачке које је предлагало Фасли друштво. Пошто је ирански национални календар такође задржао зороастријанске називе месеци, био је мали корак да дође до њихове интеграције. Већина зороастријанаца је прихватила Бастани календар. Изузетак је био Јазд, где се зороастријанска заједница одупрла и која и данас следи Кадми календар.
Сва три календара су 1992. имала први дан месеца на исти дан; мада су многи зороастријанци предложили консолидацију календарâ, консензус није могао бити постигнут. Неки свештеници су приговарали и на основу тога да би религијске алатке морале бити изнова посвећиване, уз немали трошак.

## Имена месеци и дана
Месеци и дани зороастричког календара су названи и посвећени су, по божанствима или божанским концептима. Ови називи су значајни и из обредних разлога. Не само да се њима установљује хијерархија главних божанстава, већ је и осигурано често призивање њихових имена, пошто се божанства и дана и месеца помињу при сваком зороастричком чину богослужбе.
Најстарије (мада се не може датирати) сведочанство о постојању дневних посвета потиче из Јасне 16, дела литургије из Јасне (дела Авесте), која, већим делом, представља поштовање 30 божанских бића са посветама као именима дана. У овим стиховима на авестанском језику, имена се јављају следећим редоследом (изворни правопис):
| 1.  | Dadvah Ahura Mazdā, 2. Vohu Manah, 3. Aša Vahišta, 4. Khšathra Vairya, 5. Spenta Ārmaiti, 6. Haurvatāt, 7. Ameretāt |
| 8.  | Dadvah Ahura Mazdā, 9. Ātar, 10. Āpō, 11. Hvar, 12. Māh, 13. Tištrya, 14. Geuš Urvan                                |
| 15. | Dadvah Ahura Mazdā, 16. Mithra, 17. Sraoša, 18. Rašnu, 19. Fravašayō, 20. Verethragna, 21. Rāman, 22. Vāta          |
| 23. | Dadvah Ahura Mazdā, 24. Daēna, 25. Aši, 26. Arštāt, 27. Asmān, 28. Zam, 29. Manthra Spenta, 30. Anaghra Raočā.      |

Кватернарна посвета Ахура Мазди може бити компромис између ортодоксне и хетеродоксне фракције, можда су 8., 15. и 23. дан првобитно имали Апам Напат, Хаома и Даман Африн. Посвета ахурској Апам Напат би вероватно било проблем за посвећенике Аредви Сура Анахите, чији је култ био врло популаран од 4. века п. н. е. до 3. века н. е. и који је (са накупинама) био функционално једнак култу Апам Напат. Ова три божанства се и данас сматрају 'ванкалендарским', призивају се заједно са осталих 27 и тако чине низ од 30 посебних ентитета.
Дани од 2. до 7. су посвећени Амеша Спентама ("благотворни бесмртни"), шесторци „божанских искри“ кроз које је постигнуто све касније стварање и које у данашњем зороастријанизму сматрају за арханђеле.
Дани од 9. до 13. су посвећени Јазатама из пет Њаши из Хорде Авесте: Атар (Ватра), Абан (Вода), Хоршид (Сунце, Khorshid), Мах (Месец) и звезда Тиштрија (Tishtrya ili Tištrya) која овде вероватно представља небески свод у целини. Дан 14. је посвећен души Вола, која представља и повезана је са креацијом животиња.
Дан 16., први из друге половине месеца, је посвећен божанству заклетве/присеге, Великом Митри (налик Апам Напат из ахурске тријаде). Затим (17. и 18.) следе њему најближи, Сраоша и Рашну, судије душе, а 19. њихови представници, Фравашији. Од 20. до 22. су Веретрагна, Раман и Вата, редом хипостазе победе, даха живота и (друго) божанство ветра и 'свемира'.
Последња група (24. до 30.) представља 'апстрактнија' божанства: Религија, Накнада и Правда; Небо и Земља; Свети Призив и Бескрајна Светлост.
У данашњој употреби, имена дана и месеци су средњоперсијски еквиваленти божанских имена или концепата, али у неким случајевима одражавају семитске утицаје (нпр. Тиштрија се појављује као Тир, за шта Boyce (1982:31-33) тврди да потиче од Nabu-*Tiri). Поред тога, имена 8., 15. и 23. дана месеца - што одражава вавилонску праксу дељења месеца у четири периода - се данас могу међусобно разликовати: ова три дана су редом названа Dae-pa Adar, Dae-pa Mehr i Dae-pa Din', што су средњоперсијски изрази који значе „Творац..." Атара, Митре одн. Даене.

### Месеци
Од 30 божанстава којима су посвећени дани, њих 12 имају и своје месеце. Посвете у називима месеци поред тога установљују која су божанства виша од осталих. Списак назива месеци се не појављује нигде у текстовима Авесте, али су ови познати из коментара и превода ових текстова, из разних регионалних зороастријских календара из сасанидске ере и из живе употребе. Поред Dae (средњоперсијски облик од авестанског Daena) а тиме и посвећења Ахура Мазди и шест посвета Амеша Спентама, преосталих пет се сматрају за најзначајније од Јазата: Фарвардин (авестански: Фраваши), Тир (Тиштрија), Мехр (Митра), Абан (Апо) и Адар (Атар)
Има неких доказа да је у старини први месец године био Dae а не Farvardin. У једном тексту из 9. века, тврди се да је Заратустрина старост у време смрти била 77 година и 40 дана (Zadspram 23.9), али ово се не може поврдити осим ако је Dae био први месец године. Треба приметити и да је Pateti, дан интроспекције, први дан месеца Фарвардина, што је иначе, дан прославе Нове године.